# Christian Mengelt
Christian Mengelt (* 1938 in St. Gallen) ist ein Schweizer Grafiker, Schriftgestalter und Lehrer.

## Leben
Christian Mengelt machte von 1954 bis 1959 eine Lehre und arbeitete als Schriftenmaler in St. Gallen und Zürich. Anschließend absolvierte er eine Ausbildung als Grafiker an der Schule für Gestaltung Basel. Seit 1964 ist Mengelt als freiberuflicher Grafiker und Schriftgestalter tätig. Er arbeitete mit Design- und Werbeagenturen wie GGK Basel und Mendell & Oberer München zusammen, war Partner im Type Design Team’77 und Mitglied der ATypI. Von 1972 bis 2001 lehrte er an der Schule für Gestaltung Basel im Fachbereich Grafik, Zeichen- und Schriftgestaltung. Ab 1986 leitete er die Fachklasse für Grafik; 1990 wurde er Abteilungsvorsteher. Er unterrichtete zudem als Gastdozent an verschiedenen Designschulen in Europa, USA und Mexiko.
Seit 2001 geht Mengelt einer freien künstlerischen Tätigkeit nach. Seine Werke aus den Bereichen Druckgrafik und abstrakte Malerei zeigte er bei Atelier- und Werkausstellungen, vor allem in der Region Basel und Luzern. Er lebt und arbeitet seit 1987 in Blauen, Baselland.

## Auszeichnungen
Schweizer Grand Prix Design 2015 vom Bundesamt für Kultur, Schweiz

## Werk (Auswahl)
Projekte der Schriftgestaltung, die von Christian Mengelt als verantwortlicher Gestalter in Teamarbeit entwickelt und ausgeführt worden sind:
- In Zusammenarbeit mit Karl Gerstner und Günter Gerhard Lange:
  - 1967, Gerstner-Programm, Schriftgießerei H. Berthold AG.
- In Zusammenarbeit mit André Gürtler:
  - 1972, Univers Compugraphic, Compugraphic Inc., USA;
  - 1974, Cyrillic Gothic, Compugraphic Inc., USA.
- Im Team’77 (André Gürtler, Christian Mengelt, Erich Gschwind):
  - 1976, Media, Bobst Graphic Lausanne/Autologic USA;
  - 1977, Avant Garde Gothic Oblique, International Typeface Corporation, USA;
  - 1978, Signa, Bobst Graphic Lausanne/Autologic USA;
  - 1980, Haas Unica, Haas’sche Schriftgießerei/Linotype/Autologic.
- Christian Mengelt Design:
  - 2010, Sinova[2], Serifenlose Linearantiqua, Herausgeber Linotype;
  - 2011, Basel Antiqua, Renaissance Antiqua.